# Asclepias solanoana
Asclepias solanoana är en oleanderväxtart som beskrevs av Woods.. Asclepias solanoana ingår i släktet sidenörter, och familjen oleanderväxter. Inga underarter finns listade i Catalogue of Life.